# François de La Rochefoucauld (kardynał)
François de La Rochefoucauld (ur. 8 grudnia 1558 w Paryżu, zm. 14 lutego 1645 tamże) – francuski kardynał.

## Życiorys
Urodził się 8 grudnia 1558 w Paryżu, jako syn Charles’a de la Rochefoucalda i Fulvie Pico della Mirandoli. Studiował w szkołach paryskich: Collége de Marmotier oraz Collége de Clermont, a następnie wybrał karierę kościelną. 29 lipca 1585 został wybrany biskupem Clermont-Ferrand, uzyskując dyspensę z powodu nieosiągnięcia wieku kanonicznego, nieposiadania doktoratu i nieprzyjęcie święceń kapłańskich. 27 września przyjął diakonat i prezbiterat, a 6 października – sakrę. 10 grudnia 1607 został kreowany kardynałem prezbiterem i otrzymał kościół tytularny San Callisto. W lutym 1610 został przeniesiony do diecezji Senlis, jednak po dwunastu latach zrezygnował z zarządzania nią. W latach 1609–1611 był wiceprotektorem Francji, a w okresie 1618–1632 jałmużnikiem królewskim. W 1622 został przewodniczącym Rady Stanu i pełnił ten urząd przez dwa lata. W 1635 zwrócił się do papieża z prośbą o możliwość rezygnacji z godności kardynalskiej i wstąpienia do zakonu jezuitów, jednak Urban VIII odmówił. Kardynał zmarł 14 lutego 1645 w Paryżu.